# Andrassy
Andrassy je priimek več znanih oseb:
- Juraj Andrassy (1896—1977), hrvaški pravnik, profesor prava na zagrebški univerzi
- Ljudevit Andrassy (1869—1955), hrvaški pravnik, profesor prava na zagrebški univerzi